# Grupa Robocza ds. Rynków Finansowych
Grupa Robocza ds. Rynków Finansowych – utworzona na mocy podpisanego 18 marca 1988 roku przez prezydenta Stanów Zjednoczonych, Ronalda Reagana, dekretu prezydenckiego nr 12631.
Powstała w odpowiedzi na wydarzenia mające miejsce na rynkach finansowych 19 października 1987 roku („czarny poniedziałek”) w celu zwiększenia integralności, efektywności oraz konkurencyjności amerykańskich rynków finansowych oraz utrzymania zaufania inwestorów.
Zgodnie z dekretem prezydenckim nr 12631 w skład grupy wchodzą:
- sekretarz skarbu lub osoba przez niego desygnowana (przewodniczący grupy)
- przewodniczący Systemu Rezerwy Federalnej lub osoba przez niego desygnowana
- przewodniczący Amerykańskiej Komisji Papierów Wartościowych i Giełd lub osoba przez niego desygnowana
- przewodniczący Komisji Obrotu Giełdowymi Kontraktami Terminowymi (Commodity Futures Trading Commission) lub osoba przez niego desygnowana.

## Grupa ds. przeciwdziałania krachom giełdowym
Jedna z teorii spiskowych dotycząca Grupy Roboczej ds. Rynków Finansowych określa ją mianem plunge protection team (grupy ds. przeciwdziałania krachom giełdowym). Według tej teorii grupa ta w wyreżyserowany sposób manipuluje amerykańskimi rynkami papierów wartościowych, aby nie dopuścić do krachu giełdowego dzięki skupowaniu, za pieniądze rządowe, akcji lub innych instrumentów finansowych, między innymi kontraktów terminowych.
Termin Plunge Protection Team był początkowo użyty jako nagłówek artykułu autorstwa Bretta D. Fromsona w The Washington Post, opublikowanego w niedzielę 23 lutego 1997 roku. Publicysta ten jednak nie stworzył tego terminu, gdyż został on później wymyślony przez dział redakcyjny jako sensacyjne określenie Grupy Roboczej ds. Rynków Finansowych.